# Бианки, Никомед
Никомед Бианки (итал. Nicomede Bianchi; 15 сентября 1818, Реджио, Моденское герцогство — 6 февраля 1886, Турин, Королевство Италия) — итальянский историк и политик.

## Биография
Родился 15 сентября 1818 года в Реджио. Учился у иезуитов в своём родном городе, затем окончил медицинский факультет Пармского университета в 1844 году. В 1848 году вошёл в состав временного правительства в Модене и Реджио. В 1849 году оставил политическое поприще и принял кафедру истории в Ницце, а затем в Турине. В 1871 году назначен директором Пьемонтского государственного архива. 12 июня 1881 года был назначен сенатором Королевства Италии. До конца жизни продолжал свою деятельность в качестве архивариуса. Умер в Турине 6 февраля 1886 года.

## Известные работы
Никомед Бианки автор многих политических, исторических и биографических исследований и монографий. Ниже указаны самые известные из них:
- «La Geografia storica comparata degli Stati antichi d’Italia» (Турин, 1850),
- «I Ducati estensi» (2 т. Турин, 1852)
- «Storia documentata dell politica europea in Italia dell 1814 ad 1861» (2 т., Турин, 1865—72);
- «Storia della Monarchia Piemontese», многотомное издание, выходящее с 1877 года.

## Награды
- Великий офицер ордена Святых Маврикия и Лазаря
- Кавалер Большого креста ордена Святых Маврикия и Лазаря
- Командор ордена Святых Маврикия и Лазаря
- Офицер ордена Святых Маврикия и Лазаря